# Cuaternar
| Perioada Cuaternar Acum 2.58–0 milioane de ani PreЄ Є O S D C P T J K Pg N |                                           |
| O hartă a lumii așa cum arată în prezent                                   |                                           |
| Conținut mediu de O2 atmosferic pe durata perioadei                        | c. 20.8 vol % (104 % din nivelul modern)  |
| Conținut mediu de CO2 atmosferic pe durata perioadei                       | c. 250 ppm (1 ori nivelul preindustrial)  |
| Temperatura medie a suprafeței pe durata perioadei                         | c. 14 °C (0 °C deasupra nivelului modern) |

Cuaternarul este a treia perioadă a Erei Cenozoice și cea mai recentă pe scara timpului geologic. Se împarte în două epoci: Pleistocen, care se întinde de acum 2,58 milioane de ani în urmă până acum 11.700 de ani, și Holocen, care se întinde de acum 11.700 de ani în urmă până în prezent. Perioada cuaternară este cea mai scurtă perioadă din istoria Pământului și   este caracterizată prin întoarcerea glaciațiunilor, evoluția genului Homo și extincția faunei din Holocen.

## Termen
Termenul de Cuaternar (din cuarto, "al patrulea") a fost propus de geologul italian Giovanni Arduino în 1759 pentru a data depozitele aluvionare situate în valea râului Po, în nordul Italiei. Mai târziu, termenul a fost introdus de geologul francez Jules Desnoyers în 1829, care l-a aplicat pentru sedimentele din bazinul Senei, Franța, ce păreau mult mai tinere decât rocile din perioada terțiară. Prin publicarea în anul 1833 a lucrării "Geologie de la Période Quaternaire", Henri Reboul va consacra definitiv termenul de Cuaternar. 

## Definiția actuală a Cuaternarului
Cuaternarul este divizat în două epoci geologice: Pleistocen și Holocen. S-a propus includerea unei a treia epoci, Antropocen. Deși Comisia Internațională de Stratigrafie a propus extinderea Neogenului până în prezent prin includerea Pleistocenului și a Holocenului, The geologic time scale - 2012 menține aceste două epoci geologice în Cuaternar.Atât timp cât propunerea Antropocenului nu este reținută, Holocenul corespunde actualei epoci geologice.

## Geologie

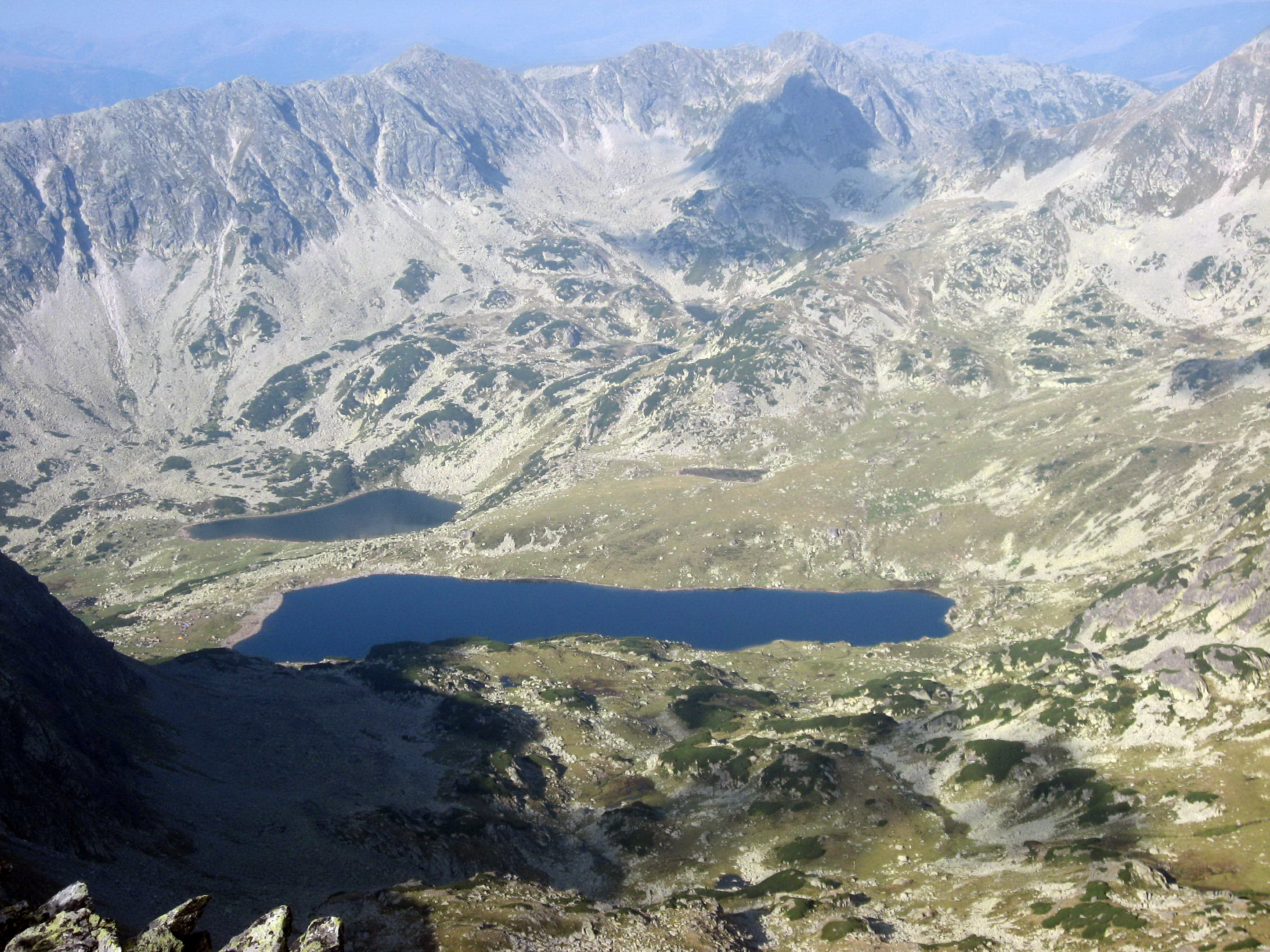
Lacul Bucura și Lacul Ana din Munții Retezat

În această perioadă scurtă de timp, au existat schimbări relativ mici în distribuția continentelor. Schimbările geografice majore au inclus apariția Strâmtoarea Bosfor și Skagerrak în timpul epocii glaciare, care au transformat Marea Neagră și Marea Baltică în apă dulce, urmată de inundațiile (și revenirea la apă sărată) prin creșterea nivelului mării; umplerea periodică a Canalului Mânecii, formând o punte de legătură între Marea Britanie și continentul european; închiderea periodică a strâmtorii Bering, formând podul terestru între Asia și America de Nord.
Pe teritoriul României doar ariile montane înalte au fost afectate de modelare glaciară, zonele mai joase fiind supuse unui climat asemănător celui de astăzi din regiunile de tundră. Zonele de peste 1800-2000 m din Munții Carpați erau acoperite cu ghețari care modelau un relief specific. După topirea ghețarilor a rămas un relief ce se caracterizează prin prezența unor forme precum văile glaciare (cu aspectul profilului transversal sub forma literei „U”), circuri glaciare, cu depresiuni în care s-au format ulterior lacuri glaciare, praguri glaciare și morene. Astfel de forme de relief se întâlnesc în Munții Maramureșului, Munții Rodnei, Munții Bucegi, Munții Iezer-Păpușa, Munții Făgăraș, Munții Lotrului, Munții Cindrel, Munții Parâng, Munții Șureanu, Munții Retezat, Munții Godeanu și Munții Țarcu. Unele urme glaciare incipiente sau insuficient dezvoltate au fost identificate în Munții Călimani, Munții Leaota, Munții Căpățânii, Munții Cernei și Munții Bihor.

## Clima

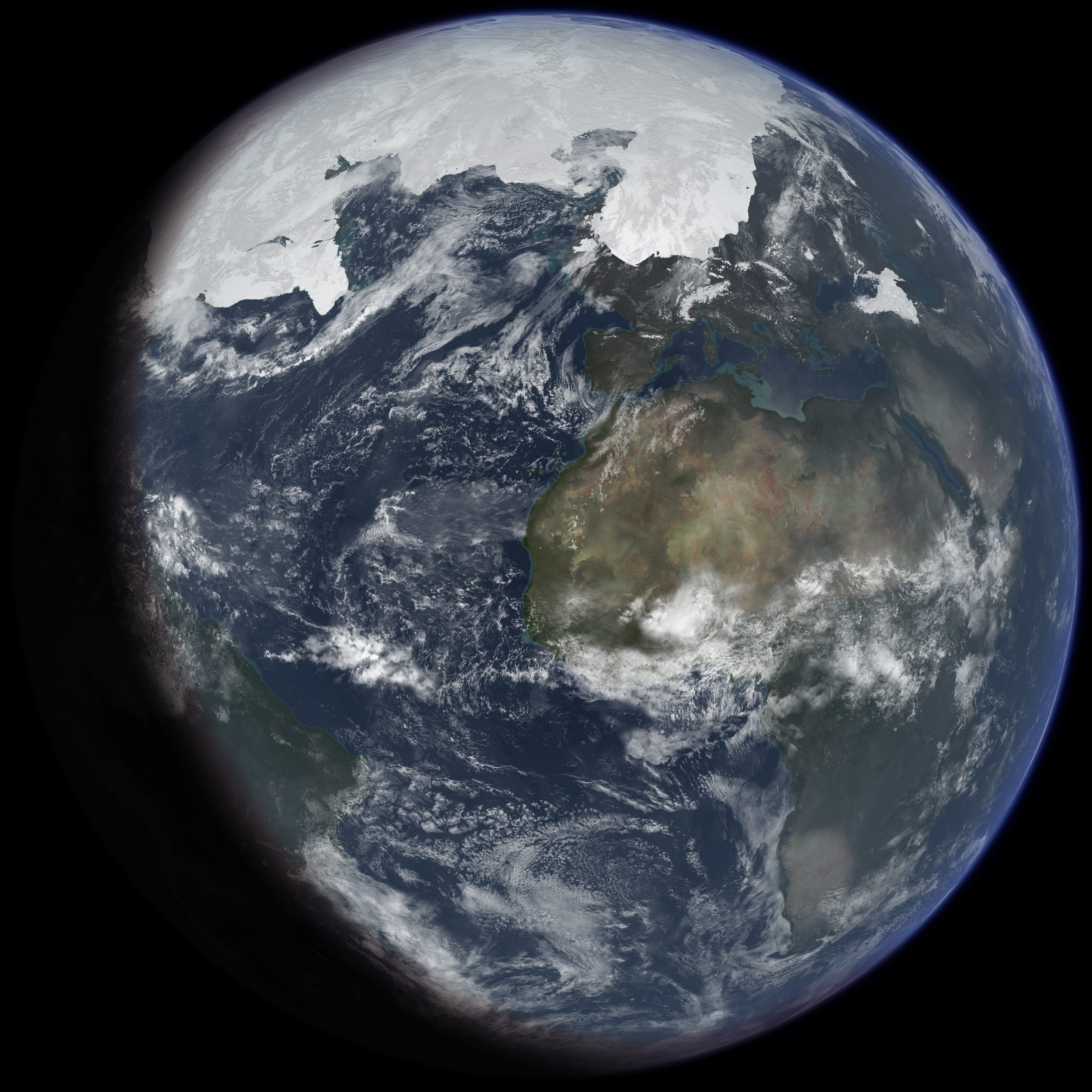
Terra în perioada maximului glaciar - impresie artistică

Răcirea generală a climei și oscilațiile climatice din timpul Cuaternarului au avut drept consecință principală instalarea marilor mase de gheață care au ocupat cea mai mare parte a regiunilor polare și temperate, dar și suprafețe întinse ale regiunilor muntoase situate în zonele intertropicale. Ca urmare, aproape totul se transformă într-un pustiu de gheață, iar vegetația și fauna sunt împinse spre ecuator.
În timpul maximelor glaciare pleistocene, glaciațiunea din emisfera nordică era de 13 ori mai mare decât cea din emisfera sudică (astăzi este invers, calota de la Polul Sud este de 7 ori mai mare decât cea de la Polul Nord).
Marginea marilor calote glaciare pleistocene avea o climă rece, puternic influențată de masele de aer polar, iar poziția ei se transformase oarecum într-o “limită” a domeniului vieții, sub diversele ei forme. Prezența gheții pe majoritatea continentelor a schimbat foarte mult modelul circulației atmosferice. Vânturile de la marginea calotei glaciare erau puternice și persistente, datorită abundenței abundente de aer rece provenit de la ghețari. Aceste vânturi au colectat și transportat cantități mari de sedimente fine erodate de ghețari, acumulate ca loess, care au format depozite neregulate în diferite zone ale planetei, cum ar fi Valea Missouri, Europa Centrală și China.
În timpul perioadelor glaciare, ploile au fost mai puțin abundente datorită scăderii evaporării apei din oceane. Drept urmare, deserturile erau mai mari și mai aride.
Pentru explicarea cauzelor care au dus la răcirea climei, principalii factori sunt: izostazia, modificarea parametrilor
orbitei Pământului, activitatea vulcanică, interacțiunile atmosferă – ocean – criosferă – litosferă și variațiile radiației solare.

#### Glaciațiuni
Prima parte a Cuaternarului, Pleistocenul, este împărțită în trei perioade, fiecare cuprinzând un număr de glaciațiuni și interglaciațiuni:
Pleistocenul inferior
- Interglaciațiunea Donau-Günz, 1,8/2-1,2 milioane de ani în urmă (MA)
- Glaciațiunea Günz (I-II-III), 1,2-0,70 MA

Pleistocenul mijlociu
- Interglaciațiunea Günz-Mindel, 700.000-620.000
- Glaciațiunea Mindel (I-II), 620.000-380.000
- Interglaciațiunea Mindel-Riss, 380.000-280.000
- Glaciațiunea Riss, 280.000-120.000

Pleistocenul superior
- Interglaciațiunea Riss-Würm, 120.000-70.000
- Glaciațiunea Würm (I-II-III-IV), 70.000-12.000/10.000 î.Hr.

## Fauna
Fauna a fost puternic influențată de ciclurile glaciațiilor, mult mai mult decât flora. Spre sfârșitul Pleistocenului a avut loc un mare eveniment de extincție a mamiferelor mari: pe toate continentele au dispărut animale care cântăreau mai mult de o tonă, cu excepția Africii și a Asiei de Sud (care totuși au cunoscut o reducere drastică a biodiversității și pierderea celor mai multe tipuri de proboscidieni, hipopotami și rinoceri, precum și a multor super-prădători). Printre speciile dispărute se numără: mamutul, mastodontul, ursul de peșteră, tigrul cu dinți sabie, leneșul uriaș, cerbul uriaș și tatuul preisoric. 

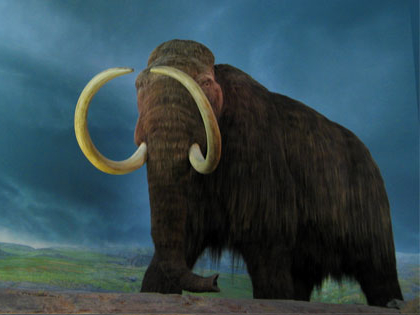
Mamut
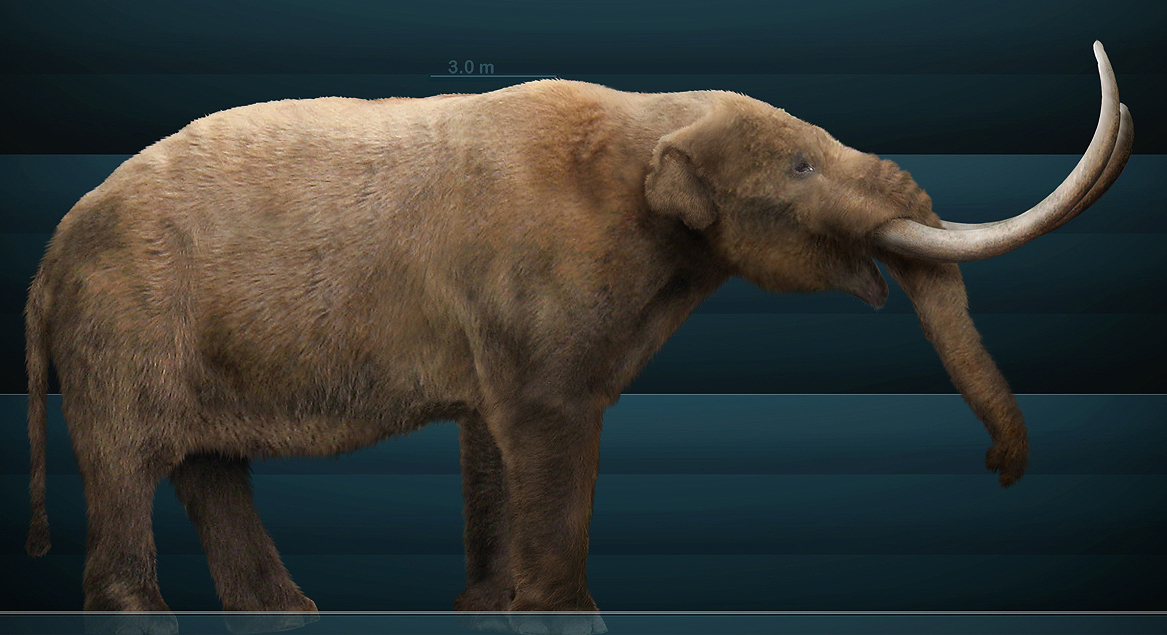
Mastodont
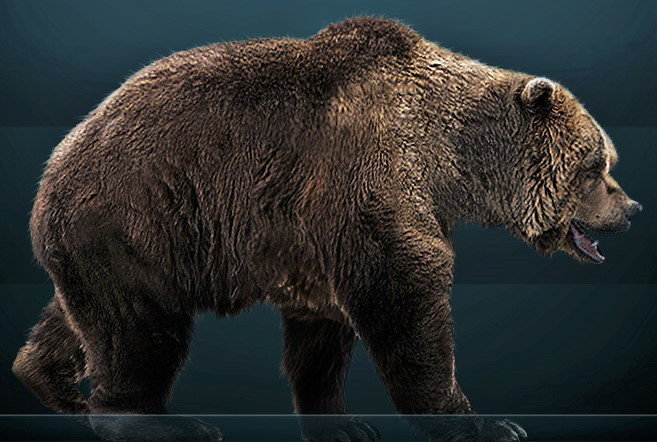
Ursul de peșteră
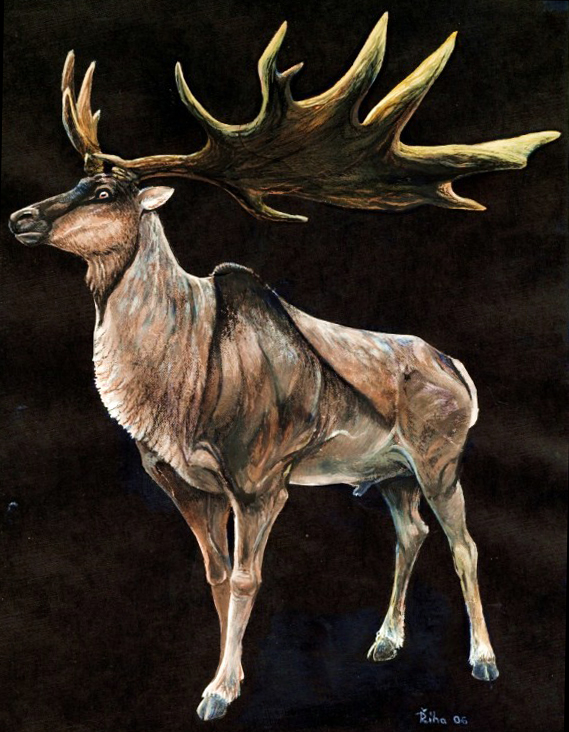
Cerbul uriaș

## Evoluția omului
Cuaternarul este caracterizat și de marea evoluție a genului Homo sapiens, specia căreia îi aparținem.
Ultimele Australopithecus (active în intervalul de timp de la 4-1,1 milioane de ani în urmă) au trăit în prima jumătate a Pleistocenului. Aveau deja un mers biped, chiar dacă creierul lor avea dimensiunile celui al marilor maimuțe de astăzi.  Genul Homo a apărut în Pleistocen, dezvoltându-se printr-o serie de adaptări tot mai evoluate care includ Homo habilis, Homo erectus, linii colaterale, cum ar fi Homo neanderthalensis, până la apariția în Africa a lui Homo sapiens, specia care le-a înlocuit pe toate celelalte. Prin migrații succesive, posible datorită nivelul scăzut al mărilor care au permis să ajungă pe toate continentele pe uscat (cu excepția Antarcticii), Homo sapiens a colonizat întreaga planetă.

Evoluția umană
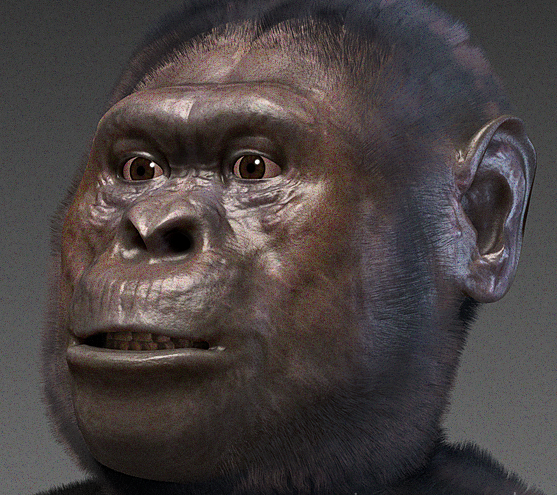
Australopithecus afarensis
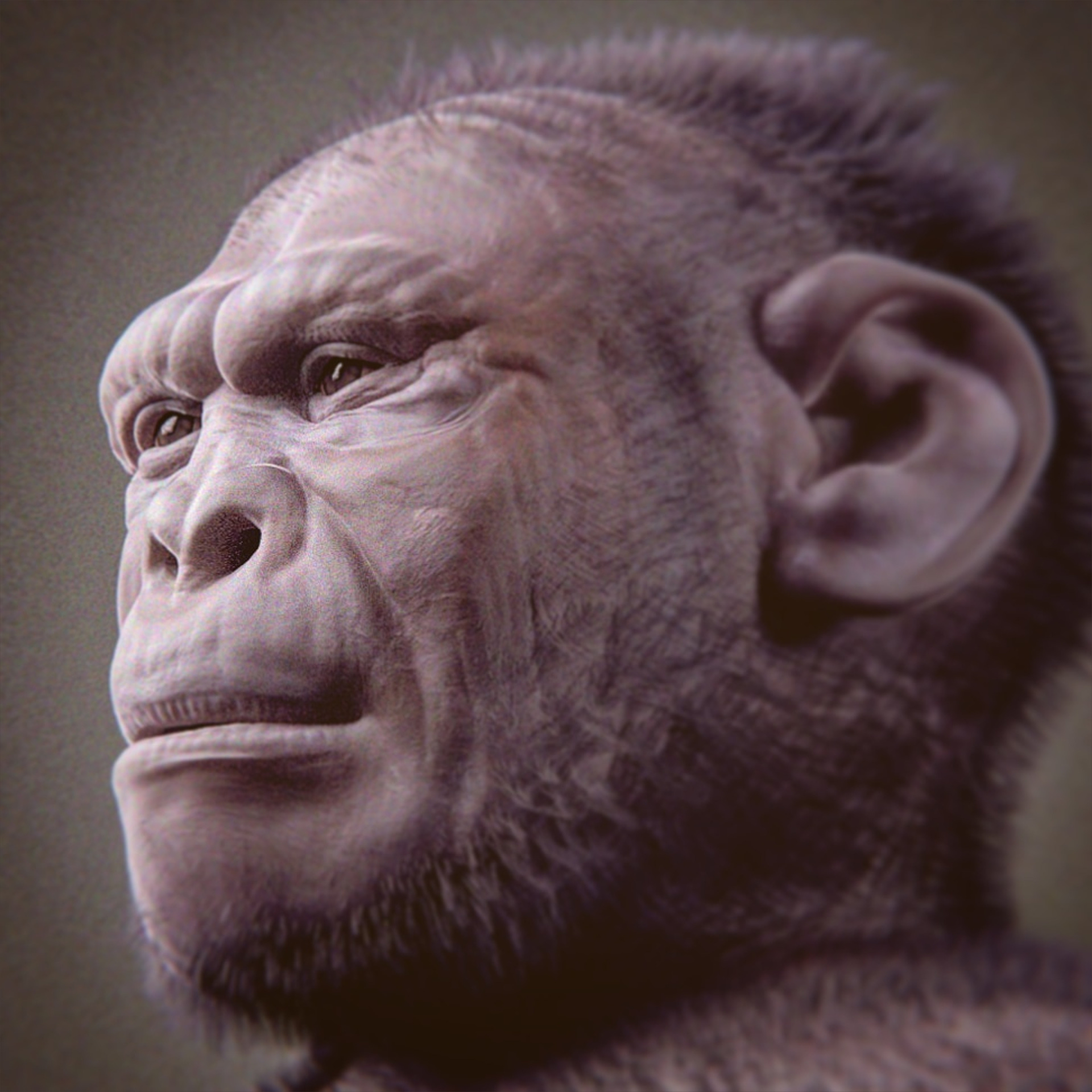
Homo habilis, primul care a utilizat unelte.
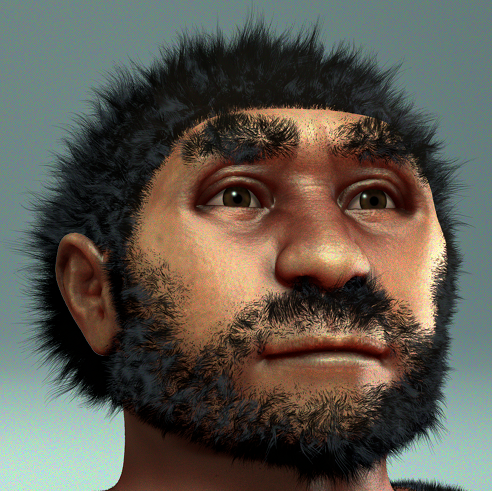
Homo erectus, primul care a controlat focul.
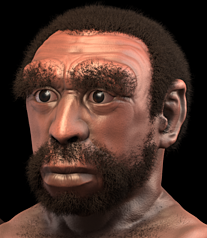
H. heidelbergensis
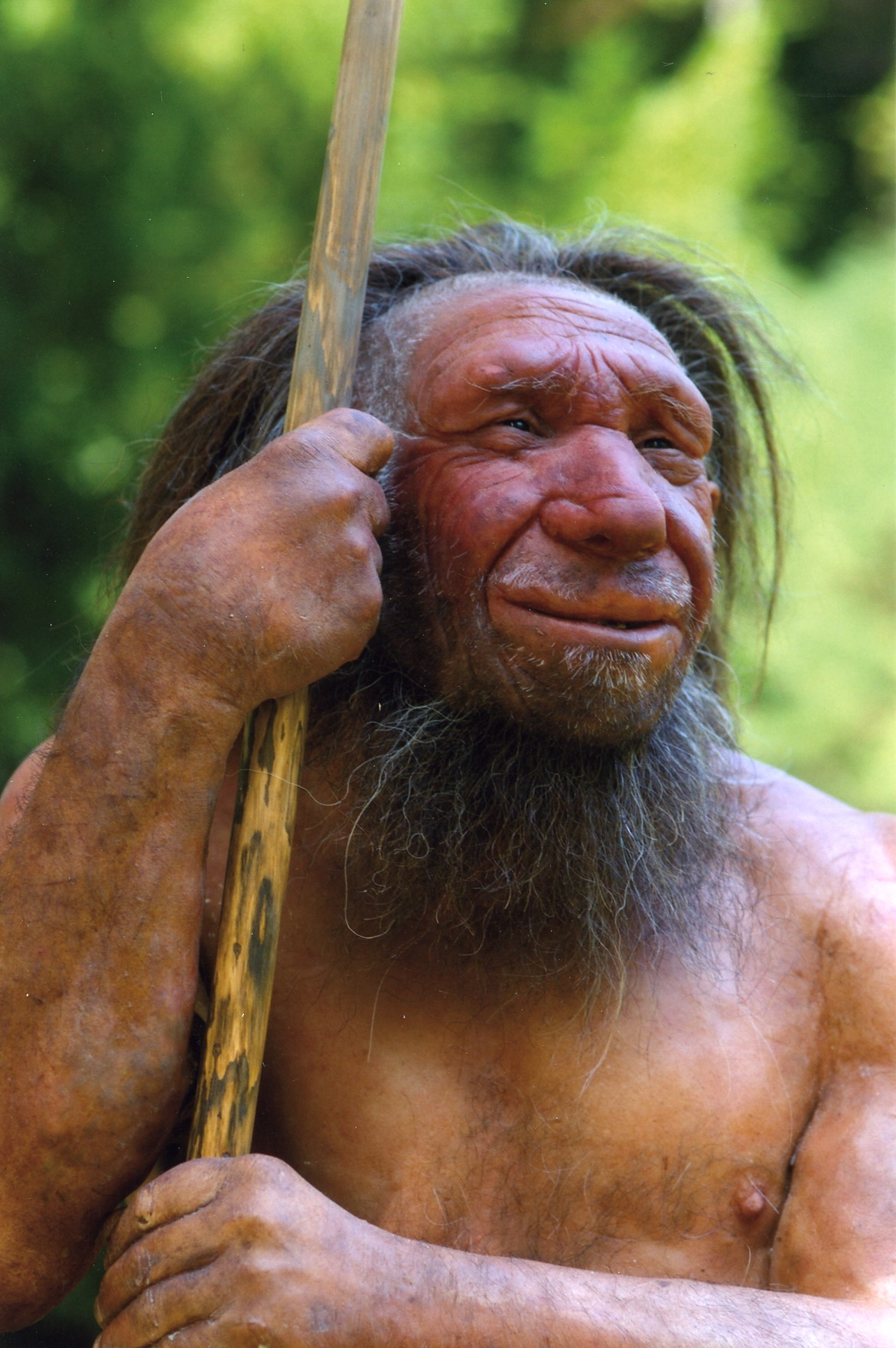
H. neanderthalensis